# Francesco Mimbelli (D561)
Le Francesco Mimbelli (D 561) est un destroyer (ou contre-torpilleur) lance-missiles de la marine militaire italienne. Il s'agit du deuxième et dernier bâtiment de la classe Luigi Durand de la Penne.

## Description
Le destroyer porte le nom de l'amiral Francesco Maria Mimbelli (it) (1908-1978), médaillé d'or de la valeur militaire lors de la Seconde Guerre mondiale. Le bâtiment est construit dans les chantiers navals de Riva Trigoso. Il est mis à l'eau en 1991 et entre en service dans la marine militaire en octobre 1993. Son équipage est de 400 marins (dont une quarantaine de femmes). Long de 147 mètres et large de 16 mètres, son rayon d'action est de 7 000 nautiques à dix-huit nœuds en propulsion diesel.
Il a navigué sur les côtes de la Libye lors des opérations d'évacuation au moment de la révolte libyenne de 2011.